# 朱繡 (民國)
朱繡（1884年—1928年7月25日），又名朱义山 ，字锦屏，青海省湟源人，马麒幕僚，为民国时期的政治活动家、民族教育家。

## 生平
出生製作藏靴的商人家，排行第三，父亲去世后，朱繡为谋求生计，于1901年赴西宁乾泰茂商行作学徒，能說蒙语、藏语。
辛亥革命爆发後，西宁镇总兵马麒为扩充势力，广招人才。西宁道道尹黎丹為马麒幕宾，一天到道尹公署对门的乾泰茂商行购货，看见朱繡手边有多种进步书刊，就与之交谈。之後黎丹擢朱繡为道尹公署随员。
1915年至1916年，朱繡以道署参议会参议员的身份，到兰州、西安、洛阳、北平、南京、上海等城市参观考察，实地调查。回青后，偕同黎丹、周希武等人奔走呼吁，很快在青海掀起开办新式教育的热潮，在西宁创办蒙番师范学校，亲自授课。
朱繡又任甘肃省立师范等校校长，並與周希武等组成“西宁道署新学制研究联合会”，改革学制，废除读经，加授实用教材，推广义务教育和社会教育，并在湟源筹资兴建青海第一所完整的高等小学，动员湟源绅商李耀庭捐银一万两为教育基金，并鼓励其他富商大户投资兴学。

### 赴拉萨談判
1919年8月，北洋政府电咨甘肃军张广建，速派代表团进藏与达赖协商西姆拉会议引發的問題，黎丹保荐朱繡出任谈判特使，并经北京同意，委派朱繡为甘肃省督军公署参事，张广建委为甘督军公署参军，加入甘督军公署军事咨议李仲莲领导的、青海红教领袖古浪仓活佛及玉树拉布尖贡仓活佛组成甘肃政务代表团，由西宁启行，经湟源、渡黄河、登昆仑、越怒江，于同年十一月到达拉萨，直接与第十三世达赖、第九世班禅及三大寺首脑直接会面。这是北洋政府自辛亥革命以来近十年间，第一次派员进入西藏。朱繡使者團经五个月说服达赖等上层人士正式表示倾心内向。1920年4月，朱等一行启程离藏。
朱繡在西藏谈判时，收集西藏六十年来的外事与内政方面的重要档案资料，寫成《西藏调查记》，後改名《西藏六十年大事记》。

### 拉攏各勢力
西藏之行後，朱繡在马麒幕府中的地位日益提高。当时西北地区，正在争夺甘肃，有人提出“甘人治甘”之说，于是马麒與新任甘督陆洪涛之间形同水火，但马麒在陆之下为镇守使，难与陆洪涛相争衡，便派朱繡前往宁夏劝说马福祥共同反陆。但因同床异梦，未有头绪。
陆马矛盾日益加深。1923年，马麒乘吴佩孚五十大寿之机特派朱繡携带珍贵礼品到达北京，与在京的韩海容一同前往洛阳拜见吴佩孚，主要目的在要求吴佩孚建议北京曹锟政府，将甘边宁海使署，升格为甘边宁海护军使署，仍由马麒任护军使，并请求将青海划为特别行政区，正式脱离甘肃而独立。
拜见中，朱繡呈交亲自编写的《经营青海意见书》，又当面陈述开垦、设官、兴学和练兵的中心内容，提出开发青海，兼顾西藏，以巩固西南国防的意见，以资打动吴佩孚，但吴迄未正式表态。不久冯玉祥将曹锟赶下台，吴佩孚亦兵败下野。朱繡的奔走也付诸东流。
1925年，马麒又派朱繡为青海蒙藏代表，与朱霁青、赵从懿、宁海士、祁中道、祁增寿、吴世珍等各族各界代表，前往北京出席北洋政府执政段祺瑞召开的善后会议。会后，段祺瑞委任朱繡为青海垦务局会办。为利用马麒，始任命马麒为甘边宁海护军使。他虽一再向冯玉祥活动，划青海为特别行政区一事，却未成功，但这次朱繡又结识马寅初、许世英等名士，并晋谒病中的孙中山。
朱繡生性耿直，知无不言，且目无下尘。某次去北京办事，马麒令外甥马佐协商办理，朱繡以其庸碌之辈而鄙视之，遇事不与理睬，且时以“将在外君命有所不受”为辞，拒人劝告。
在替马麒奔走内地之间，朱繡以兼任湟源皮毛局局长之便，向天津贩运皮毛获得巨利。善后会议之后，即用所获利润，南下江浙，顺道至南通参观，与民初实业家张謇之子张孝若结识，还购置大批化学物理实验仪器及图书标本，带回青海。
1926年朱繡返青后，立即建议马麒仿南通办法，办实业和教育，又乘担任恳务局会办之便，推广垦务，主张改土归流，最先发起组织“西北问题研究会”。

### 支持冯軍入青
1926年冯玉祥五原誓师，率国民军西进，其部属刘郁芬已进驻兰州。马麒坐立不安，於1927年初匆匆召开会议。出席的有黎丹、朱繡、李迺、周希武等。会议结果，黎丹、李迺棻指出应接受国民军的改编，保存实力，以图将来。周希武着重指出：“南北大局未定，宜养精蓄锐，切勿轻举妄动，一着失，全盘皆失。”朱繡说：“宁海军虽有若干营，各营并不满额，即使满额，也不过是以卵击石，自不量力。今日之事，称降而外，安有出路？”，這些言行引起马麒等人的不满，尤其是少壮军人皆愿以死拒冯玉祥，埋下朱繡、周希武其后被杀的死因。
马麒一面表示拥护冯军，一面唆使族侄马仲英从河州发难，掀起河湟事變，借以反冯。同年，宁海蒙番师范学校改名为筹边学校，朱繡兼任校长，讲授边事。
1928年7月25日，马麒委任朱繡为首，率周希武、基生兰、赵从懿、蔡占延组成青海代表团，前往兰州与刘郁芬商谈拥冯玉祥入青事宜。在西宁周家泉送行时，朱繡還为此指斥少壮军官。他們等分乘驮轿就道，并带兵一排护送，途经乐都县老鸦峡时，马麒借口礼拜，暂时滞留不前。朱繡等人及护兵人马依然前行，至峡内莲花台，下轿小息后，朱繡与周希武换乘马上路，其余人员随后。经莲花寺时，忽见匪徒十余人冲出寺院，一起持枪向朱繡、周希武射击，兩人皆中弹身亡。匪徒大呼“奸细被我们打死了。”，从容越过湟水，逃往河州。其余代表既非枪杀目标，故而安然无恙。待匪徒離去，馬麒之弟马麟才赶来，当即返回西宁向马麒汇报，表示为哗变士兵所为。學者認為其实乃系反冯玉祥入青者所为。

## 身後
朱繡被刺后，马麒佯装追究，但无下文。不久，冯玉祥部孙连仲入青海，就任省主席。1930年冯玉祥、阎锡山联合反蒋，孙连仲奉命离青，遂由马麒代理省主席。此时，曾与朱繡同时赴兰州的基生兰等，联名向马麒恳请准予优恤朱繡、周希武，经马麒允准，同年八月，于西宁忠烈纪念馆开会追掉，举行公葬。黎丹等人用朱繡多年来收藏的部分书籍在省第一中学建立“锦屏图书馆”，以资纪念。并决定朱繡、周希武子女入学免费，官费深造，免除在省遗属差徭赋税二十年，遗体运回祖籍安葬，事略上报入史。

## 著作
朱繡的《西藏六十年大事记》，彭养光在序言中说：“此书之成，实是锦屏‘痛夷祸而忧故国之作’。”故寄往《京报》，又由邵飘萍作序出版。甘肃史学家慕寿旗题以“杜牧罪言书，贾生痛哭声，王朴安边策，君皆与之并。”
朱繡还撰写《海藏纪行》、《拉萨见闻录》等书。一生著述甚多，但除少量刊发外，绝大部分毁于马仲英屠湟源的劫难中。

## 家庭
父為朱义山，原籍西宁县，以制做藏靴为生，清末年间迁至湟源定居，仍操旧业。子為朱敏、朱俭，前者在河湟事變被殺。

## 戲劇
2011年電影《藏客》，虛構外国势力妄图杀害朱繡特使、阻挡活佛进藏，丹噶尔藏客挺身而出，担负起护送特使进藏的艰巨使命。